# Catrin Lorch
Catrin Lorch (* 1965 in Frankfurt am Main) ist eine deutsche Kunsthistorikerin und Kunstkritikerin der Süddeutschen Zeitung.
Nach einem Redaktionsvolontariat bei der Offenbach-Post studierte sie Kunstgeschichte, Journalismus, Germanistik und Städtebau in Frankfurt, New York und Bonn. Sie war Kuratorin und Direktorin der Videonale in Bonn. 2006 erhielt sie den Kunstkritikpreis der Art Cologne. Seit 2009 ist sie bei der Süddeutschen Zeitung für zeitgenössische Kunst verantwortlich. 
Sie ist Mutter von drei Töchtern. 

## Schriften
- (gemeinsam mit Wolfgang Ullrich) Beat. Gabriele Basch. Verlag für moderne Kunst, Nürnberg 2005
- (gemeinsam mit Friederike Schönhuth und Peter Eleey) Jason Dodge: When I Woke Up There Was a Note in My Pocket Explained What Had Happened. Hatje Cantz Verlag, Ostfildern 2010
- Bunt : farbige 1970er Jahre. Studien von Volker Döhne; Text von Catrin Lorch. Köln : Greven Verlag, 2019